# Cricetodon soriae
Cricetodon soriae es una especie de roedor cricetino extinta conocida por sus fósiles; es la especie más antigua del género Cricetodon encontrado en la península ibérica. Se han encontrado fósiles del Mioceno medio en Somosaguas y Calatyud. Su nombre específico viene en honor a la paleontóloga María Dolores Soria Mayor, fallecida dos años antes del descubrimiento.

## Descripción
Cricetodon soriae se diferencia de otras especies de Cricetodon por una mezcla de rasgos primitivos y avanzados que dan lugar a peculiares proporciones dentarias, siendo robustos, más anchos que largos. Estos rasgos sugieren una cercana relación entre C. soriae y C. versteegi encontrado en Anatolia.
Los especímenes más antiguos de Cricetodon soriae coinciden en el tiempo con una migración de mamíferos a lo largo de Europa causada por un cambio en el clima, que dio lugar a una península ibérica más fría y árida, explicando sus aspectos más primitivos y su relación con la especie turca.